# Слобідська Україна (довідник)
«Слобідська́ Украї́на» («Слобідська́ Украї́на: Коро́ткий істо́рико-краєзна́вчий довідни́к») — довідник з історії, пам'яткознавства та інших аспектів життя Слобідської України у XVII—XVIII ст. за редакцією С. З. Заремби.
Виданий Центром пам'яткознавства НАН України і Українського товариства охорони пам'яток історії та культури у 1994 році
Містить короткі біографії діячів українського козацтва, науки та культури Слобожанщини. Також вміщено хронологічний довідник та бібліографічний покажчик.